# Nikolaj Vladimirovič Kurjanovič
Nikolaj Vladimirovič Kurjanovič (rusky Никола́й Владимирович Курьянович; * 19. června 1966, Tulun, Irkutská oblast) je ruský nacionalista, politik, ředitel Irkutské pobočky Ruské státní obchodně-ekonomické univerzity (2008-2013) a člen ústředního výboru národně socialistického hnutí Slovanské unie.
V roce 1998 vystudoval Irkutskou státní univerzitu, v roce 2007 Diplomatickou akademii Ministerstva zahraničních věcí Ruské federace. V letech 2003–2007 byl poslancem čtvrté Státní dumy za Liberálně-demokratickou stranu Ruska. Roku 2005 upozornil nezvyklým způsobem na problematiku vymírání ruské populace, když jako zákonodárce navrhl, aby ruští občané, kteří výrazně investují v zahraničí, a ruské ženy, které se provdají za cizince, byli zbaveni ruského občanství. V roce 2007 se, už jako nezávislý kandidát, přihlásil do ruských prezidentských voleb, byl ale vyškrtnut už v prvním kole, podle RIA Novosti kvůli porušení nominačních procedur.